# Appenweier–Strasbourg-vasútvonal
Az Appenweier–Strasbourg-vasútvonal egy rövid, 22 km hosszúságú, ám annál fontosabb nemzetközi vasútvonal, mely összeköti a Németországban található Appenweier vasútállomását a franciaországi Gare de Strasbourg állomással. A vasútvonal normál nyomtávolságú, kétvágányú, 15 kV, 16⅔ Hz-cel és 25 kV 50 Hz-cel villamosított. A francia oldali Strasbourg fontos vasúti csomópont, ahol a francia TGV vonatok is megállnak, míg a Rajna túlsó oldalán, a közeli Offenburg a német ICE vonatok állomása. Appenweier fontos vasúti csomópont, itt fut össze a Schwarzwaldbahn és a Mannheim–Karlsruhe–Bázel nagysebességű vasútvonal.
A jövőbeli célok között szerepel a nemzetközi összeköttetés modernizálása és a sebesség 200 km/h-ra történő emelése is.